# Wierchnij Mamon
Wierchnij Mamon (ros. Верхний Мамон) – wieś w Rosji, w obwodzie woroneskim, ośrodek administracyjny rejonu wierchniemamońskiego. W 2010 liczyła 8561 mieszkańców.

## Urodzzeni
- Aleksandr Matinczenko – radziecki kosmonauta.